# Willerval
Willerval és un municipi francès situat al departament del Pas de Calais i a la regió dels Alts de França. L'any 2007 tenia 611 habitants.

## Demografia

### Població
El 2007 la població de fet de Willerval era de 611 persones. Hi havia 220 famílies de les quals 32 eren unipersonals (12 homes vivint sols i 20 dones vivint soles), 72 parelles sense fills, 100 parelles amb fills i 16 famílies monoparentals amb fills.
La població ha evolucionat segons el següent gràfic:
Habitants censats

### Habitatges
El 2007 hi havia 234 habitatges, 223 eren l'habitatge principal de la família i 11 estaven desocupats. 230 eren cases i 3 eren apartaments. Dels 223 habitatges principals, 203 estaven ocupats pels seus propietaris, 15 estaven llogats i ocupats pels llogaters i 5 estaven cedits a títol gratuït; 6 tenien dues cambres, 15 en tenien tres, 48 en tenien quatre i 154 en tenien cinc o més. 194 habitatges disposaven pel capbaix d'una plaça de pàrquing. A 82 habitatges hi havia un automòbil i a 118 n'hi havia dos o més.

### Piràmide de població
La piràmide de població per edats i sexe el 2009 era:
| Homes | Edats   | Dones |
| ----- | ------- | ----- |
| 0     | 95 o +  | 0     |
| 0     | 90 a 94 | 0     |
| 0     | 85 a 89 | 0     |
| 4     | 80 a 84 | 8     |
| 12    | 75 a 79 | 8     |
| 16    | 70 a 74 | 20    |
| 8     | 65 a 69 | 8     |
| 16    | 60 a 64 | 24    |
| 12    | 55 a 59 | 8     |
| 36    | 50 a 54 | 28    |
| 28    | 45 a 49 | 36    |
| 36    | 40 a 44 | 32    |
| 20    | 35 a 39 | 16    |
| 16    | 30 a 34 | 24    |
| 16    | 25 a 29 | 8     |
| 16    | 20 a 24 | 36    |
| 12    | 15 a 19 | 32    |
| 20    | 10 a 14 | 24    |
| 28    | 5 a 9   | 16    |
| 16    | 0 a 4   | 12    |

## Economia
El 2007 la població en edat de treballar era de 403 persones, 284 eren actives i 119 eren inactives. De les 284 persones actives 271 estaven ocupades (145 homes i 126 dones) i 13 estaven aturades (8 homes i 5 dones). De les 119 persones inactives 32 estaven jubilades, 45 estaven estudiant i 42 estaven classificades com a «altres inactius».

### Ingressos
El 2009 a Willerval hi havia 236 unitats fiscals que integraven 638 persones, la mediana anual d'ingressos fiscals per persona era de 20.600 €.

### Activitats econòmiques
Dels 10 establiments que hi havia el 2007, 3 eren d'empreses de construcció, 2 d'empreses de comerç i reparació d'automòbils, 1 d'una empresa de transport, 1 d'una empresa d'hostatgeria i restauració, 1 d'una empresa d'informació i comunicació i 2 d'entitats de l'administració pública.
Dels 4 establiments de servei als particulars que hi havia el 2009, 1 era un taller de reparació d'automòbils i de material agrícola, 1 paleta, 1 electricista i 1 restaurant.
L'any 2000 a Willerval hi havia 4 explotacions agrícoles que ocupaven un total de 316 hectàrees.

## Equipaments sanitaris i escolars
El 2009 hi havia una escola elemental integrada dins d'un grup escolar amb les comunes properes formant una escola dispersa.

## Poblacions més properes
El següent diagrama mostra les poblacions més properes.